# ブルトン語
ブルトン語（ブルトンご、ブルトン語: Brezhoneg、フランス語: Breton）は、ブリトン語系ケルト諸言語の一つである。ブレイス語、ブルターニュ語とも言われる。
ブルトン語は、「著しい危機に瀕している」とUNESCOの危機に瀕した言語のレッドブック（en）によって定義されている。ブルトン語とフランス語のバイリンガル教育を行うクラスに在籍した児童の数は2006年から2012年までは33%上がり、14709人にのぼっているが、2008年にブルトン語の教育を受けた児童はブルターニュ全体児童の1.38%である。
自治主義者からや、学校やメディア・公的生活でのブルトン語使用の公認を求める人々からの嘆願にもかかわらず、ブルトン語はフランスの公用語になっていない。

## 歴史とその地位
ブルトン語はバス=ブルターニュ、大雑把にいうとプルアからラ・ロシュ=ベルナールまで伸びる線（Google マップ）の西側で話されている。ブルトン語は、かつてブリテン島からアルモリカ、そしてガリシアにまで足がかりを残したブリトン諸語からきている。古ブルトン語は9世紀からその存在が証明されている。ブルターニュ西部で庶民の言葉となってからも12世紀まで上流階級の言葉であったが、一方で貴族やブルジョワ階級はフランス語を用いるようになった。書き言葉としてブルターニュ公国はラテン語を用い、15世紀からフランス語に切り替えた。ブルトン語文学には限られた伝統のみがある。いくつかの古いブルトン語の語彙が現在も残っており、現代ブルトン語の哲学や科学用語に残る。
フランスの代々の君主は、政府の事業にフランス語を必要としたにもかかわらず、下層階級が話す少数言語に注意を払ってこなかった。フランス革命時代は、地域間を超えた言語としてフランス語を優遇する政策がとられた。反動主義者や王党派勢力は無知な農民たちを自分たちの側におこうとして地域言語を好むと、革命家たちが想定したのである。第三共和政、第四共和政、第五共和政において、ブルトン語やブルトン語文化を根絶させることを目的とする屈辱的な慣行が1960年代後半まで公立学校内で行われていた。
現在、フランスの政治的中央集権化とマスメディアの大きな影響を受け、1950年代には100万人以上いたブルトン語話者は、現在約20万人に減少し、その大半が60歳以上となっている。20世紀初頭、低ブルターニュの人口の半分はブルトン語しか知らず、残りの半分はフランス語とのバイリンガルであった。1950年、ブルトン語しか話せない単一言語話者（モノリンガル）は10万人だけであった。以降急速に数は減少し、モノリンガルは今日残っていない。
ブルトン語は、公用語または地域言語として認定されていない唯一の「生きた」ケルト語である。フランス政府は、1994年に付加された共和国憲法第2条（「共和国の言語はフランス語である」と明記している）の変更を拒否している。これは、長い間話者が最大の数を占めていたケルト語であったにもかかわらず、言語が今や危機にさらされていることを示している。
20世紀初頭には約200万人いた話者は、現在では25万人ほどまで減少しており、フランスの政府承認言語ではないものの、復権が試みられている。カンペールなどブルターニュの主要都市では町の案内板にフランス語とブルトン語を併記するほか、銀行のATMの表示などにも積極的に使われている。またブルトン語の小切手を発行している銀行もある。1977年より、イマージョン・プログラムでブルトン語を教えるディワン（fr、ブルトン語で授業を行う中規模学校の連合）が始まった。ディワンでは小学校から高校までの数千人の生徒が学んでいる。

## 地理的分布と方言
ブルトン語は主としてブルターニュ西部で話されており、ブルターニュ東部では話者が分散傾向にある（ブルトン語、フランス語と併用してガロ語が話されている）。ブルトン人移民の暮らす国外でも話されている。
エスノローグで識別されているように、ブルトン語には4つの方言が現存している。レオン方言、トレゴール方言、コルヌアイユ方言、ヴァンヌ方言である。ゲランド方言は20世紀まで話されていたが、現在は絶えている。1つの村から次へとわずかに変化して方言連続体をつくるため、これらの方言の間に明確な境界線はない。

## 音韻
以下、1941年成立の全方言統一正書法（ブルトン語: peurunvan）に基づいて発音を記す事とする。

### 母音
ブルトン語の単母音には音声として次のものがある。
|          | 前舌   | 前舌     | 前舌   | 前舌     | 後舌   | 後舌     | 後舌   | 後舌   |
| 非円唇   | 非円唇 | 円唇     | 円唇   | 非円唇   | 非円唇 | 円唇     | 円唇   |        |
| 口唇母音 | 鼻母音 | 口唇母音 | 鼻母音 | 口唇母音 | 鼻母音 | 口唇母音 | 鼻母音 |        |
| -------- | ------ | -------- | ------ | -------- | ------ | -------- | ------ | ------ |
| 狭       | i(ː)   | [ĩ(ː)]   | y(ː)   | [ỹ(ː)]   |        |          | u(ː)   | [ũ(ː)] |
| 半狭     | e(ː)   | [ẽ(ː)]   | øː     | [ø̃(ː)]   |        |          | oː     | [õː]   |
| 半広     | ɛ      | [ɛ̃]      | œ      | [œ̃]      |        |          | ɔ      | [ɔ̃]    |
| 広       | a      | [ã]      |        |          | ɑː     | [ɑ̃ː]     |        |        |

ブルトン語の母音には長短の区別がある。
アクセントの置かれていない母音はすべて短母音として発音される。
アクセントの置かれていない母音は基本的に語末あるいは有声破裂音・摩擦音の直前では長母音として発音され、これは有声子音が無声化した場合でも変わらない。
一方、無声破裂音・摩擦音や鼻音、流音、多重子音の直前では短母音として発音される。また前記にかかわらず同一音節に複数の母音が存在する場合は常に短母音となる。
ただしこれらには例外があり、"-l"または"-r"で終わる多重子音の直前では母音の直後に"-s-"がない限りアクセントの置かれた母音は長母音となる他、鼻音/n/および流音/l/、/ʁ/の直前では単語により短母音ではなく長母音となるものもある。
ブルトン語の口唇母音は鼻子音"gn"、"m"、"n"の前に現れると鼻母音として発音される傾向にある。特に/a(ː)/、/o(ː)/、/ɛː/、/eː/は鼻母音となりやすい。
上表はあくまで音声を正確に表記したものであり、音韻としては（狭母音 [i(ː)]、[y(ː)]、[u(ː)] を除いて）次のように母音の長短の対応関係がある（「短 - 長」の順に並べてある。また鼻母音は対応する口唇母音の対応に従う）。
- /a/ - /ɑː/
- /ɛ/ - /eː/
- /œ/ - /øː/
- /ɔ/ - /oː/

### 子音
ブルトン語の子音には、音韻として下表のようなものがある。同じ枠内に2つあるものは、左が無声音、右が有声音である。
|            | 両唇 | 歯茎 | 後部歯茎 | 硬口蓋 | 軟口蓋 | 口蓋垂 | 声門 |
| ---------- | ---- | ---- | -------- | ------ | ------ | ------ | ---- |
| 破裂音     | p b  | t d  | t d      |        | k g    |        |      |
| 鼻音       | m    | n    | n        | ɲ      | ŋ      |        |      |
| 摩擦音     | f v  | s z  | ʃ ʒ      | (ç)    | x      | ʁ      | h ɦ  |
| 接近音     |      |      |          | j      | w      | ɥ      |      |
| 側面摩擦音 |      | ɬ    | ɬ        |        |        |        |      |
| 側面接近音 |      | l    | l        |        | ʎ      |        |      |

- /ʁ/については発音の地域差が大きく、レオン方言では歯茎ふるえ音[r]、トレゴール方言では歯茎はじき音[ɾ]や歯茎接近音[ɹ]のような発音が主流である。またブルターニュ地方中部では無声化して無声口蓋垂摩擦音[χ]となる場合もある[15]。

### アクセント
ブルトン語のアクセントは強弱アクセントである。
一般に単語のアクセントは後ろから2番目の音節に置かれる。また、当該音節が複数の母音で構成されている場合、その母音群のうち半母音となるものを除いた最初の母音にアクセントが置かれる。これらの規則はハイフンを含まない複合語においても適用される。
ただし実際にはこの規則に従わない語もあり、最終音節にアクセントが置かれるような例外もしばしば見受けられる。
複数の語をハイフンで接続した形の複合語においては、基本的に元の語のアクセントは保持される。ただしアクセントの置かれる音節が連続するような語の組み合わせでは先行する語のアクセントは弱化し脱落する。
例外的に"-mañ"、"-se"、"-hont"などの指示語が後に置かれる場合の多くや、前置詞と所有限定詞の複合の場合、"Sant-"を冠する地名は先行する語のアクセントのみが残る。
一部の語の組み合わせでは、語句全体の後ろから2番目の音節にのみアクセントが置かれる場合もある。特に不定冠詞"un"、"ur"、"ul"が名詞に先行したり、基数詞や形容詞が後続の名詞を修飾している場合に見られる事がある。
文章中でアクセントの置かれる音節が連続する場合、基本的には先行する語のアクセントが弱化し脱落する。例外的に後続する語が単音節かつ頻出する動詞の場合は動詞側のアクセントが脱落する場合もある。

## 表記法
ブルトン語はラテン文字のうちQ、Xの2文字を除いた24字に加え、チルダ（Ñ, ñ）、サーカムフレックス（Â, â; Ê, ê; Ô, ô）、グレイヴ・アクセント（Ù, ù）、トレマ（Ö, ö）を加えた30文字を使用する。またこれらに加えてアポストロフィを発音の区別のために使う他、複数文字で1つの発音を表現する例も存在する。

### 発音と綴りの対応について
以下、1941年成立の全方言統一正書法（ブルトン語: peurunvan）に基づいて発音を記す事とする。各方言での発音については当該記事を参照のこと。
| 綴り | 綴り           | IPA       | 備考                                                       |
| ---- | -------------- | --------- | ---------------------------------------------------------- |
| a    | a              | /a/ /ɑː/  |                                                            |
| â    | â              | /ɑː/      |                                                            |
| añ   | añ             | /ã/ /ɑ̃ː/  |                                                            |
| b    | 通常           | /b/       |                                                            |
| b    | 無声化した場合 | /p/       |                                                            |
| ch   | 通常           | /ʃ/       |                                                            |
| ch   | 有声化した場合 | /ʒ/       |                                                            |
| c'h  | c'h            | /x/       |                                                            |
| d    | 通常           | /d/       |                                                            |
| d    | 無声化した場合 | /t/       |                                                            |
| e    | e              | /ɛ/ /eː/  |                                                            |
| ê    | ê              | /eː/      |                                                            |
| eñ   | eñ             | /ɛ̃/ /ẽː/  |                                                            |
| eu   | eu             | /œ/ /øː/  |                                                            |
| euñ  | euñ            | /œ̃/ /ø̃ː/  |                                                            |
| eü   | eü             | /ɛy/      |                                                            |
| f    | 通常           | /f/       |                                                            |
| f    | 有声化した場合 | /v/       |                                                            |
| g    | 通常           | /g/       |                                                            |
| g    | 無声化した場合 | /k/       |                                                            |
| gw   | 通常           | /gw/      |                                                            |
| gw   | 無声化した場合 | /kw/      |                                                            |
| h    | 通常           | /h/       |                                                            |
| h    | 一部の語で     | ∅         | ha, hag, he, hec'h, ho, hoc'h, holl, hon, hor, holの10単語 |
| i    | 通常           | /i(ː)/    |                                                            |
| i    | 他の母音の前で | /j/       |                                                            |
| iñ   | iñ             | /ĩ(ː)/    |                                                            |
| ilh  | ilh            | /iʎ/ /jʎ/ |                                                            |
| j    | 通常           | /ʒ/       |                                                            |
| j    | 無声化した場合 | /ʃ/       |                                                            |
| k    | k              | /k/       |                                                            |
| l    | 通常           | /l/       |                                                            |
| l    | 無声化した場合 | /ɬ/       |                                                            |
| m    | m              | /m/       |                                                            |
| n    | 通常           | /n/       |                                                            |
| n    | k, gの前で     | /ŋ/       |                                                            |
| o    | 通常           | /ɔ/ /oː/  |                                                            |
| o    | 他の母音の前で | /w/       |                                                            |
| ô    | ô              | /oː/      |                                                            |
| oñ   | oñ             | /ɔ̃/ /õː/  |                                                            |
| ou   | ou             | /u(ː)/    |                                                            |
| où   |                | /u(ː)/    |                                                            |
| ouñ  | ouñ            | /ũ(ː)/    |                                                            |
| oü   | oü             | /oy/      |                                                            |
| p    | p              | /p/       |                                                            |
| r    | r              | /ʁ/       |                                                            |
| s    | 通常           | /s/       |                                                            |
| s    | 有声化した場合 | /z/       |                                                            |
| sh   | sh             | /s/       |                                                            |
| t    | t              | /t/       |                                                            |
| u    | 通常           | /y(ː)/    |                                                            |
| u    | 他の母音の前で | /ɥ/       |                                                            |
| uñ   | uñ             | /ỹ(ː)/    |                                                            |
| v    | 通常           | /v/       |                                                            |
| v    | 語末で         | /w/       | 動詞または鼻母音の直後は通常通り/v/と発音する              |
| vh   | vh             | /f/       |                                                            |
| y    | y              | /j/       |                                                            |
| z    | 通常           | /z/       |                                                            |
| z    | 無声化した場合 | /s/       |                                                            |
| z    | 一部の語で     | ∅         | レオン方言のみ常に発音する                                 |
| zh   | zh             | /z/       |                                                            |